# Pneumonoultramicroscopicsilicovolcanoconiosis
Pneumonoultramicroscopicsilicovolcanoconiosis‏ (/ˌnjuːmənoʊˌʌltrəˌmaɪkrəˈskɒpɪkˌsɪlɪkoʊvɒlˌkeɪnoʊˌkoʊniˈoʊsɪs, ˌnjuːmoʊ-, -maɪkroʊ-/ ) وتُنطق نیومونواولترامایكروسكوبیكسیلیكوفولكینوكانایوسیس وتترجم إلى السحار البركاني السيليسي الرئوي فائق الصغر، هي كلمة إنجليزية مكونة من 45 حرفًا صاغها رئيس رابطة الألغاز الوطنية في عام 1935 إيفريت إم. سميث، وقد استُخدِمتْ في بعض الأحيان مرادفًا للمرض المهني الرئوي المعروف باسم السحار السيليسي، ولكن ذلك غير دقيق لأنَّ معظم السحار السيليسي لا يرتبط باستخراج الغبار البركاني. وهي أطول كلمة في اللغة الإنجليزية منشورة في قاموس أكسفورد، والذي يُعرفها بأنها "كلمة طويلة مصطنعة يقال إنها تعني مرضًا رئويًا ناجمًا عن استنشاق الرماد الناعم جدًا وغبار الرمال".
لم تجد الأبحاث السريرية والسميَّة التي أجريت على السيليكا البلورية البركانية سوى القليل من الأدلة على قدرتها على التسبب في أمراضٍ تشبه داء السحار السيليسي، وأظهرت التحليلات الجيوكيميائية أنَّ هناك عوامل متأصلة في التركيب البلوري والتي قد تجعل السيليكا البلورية البركانية أقل إمراضًا بكثير من بعض الأشكال الأخرى من السيليكا البلورية.
داء السحار السيليسي هو شكل من أشكال أمراض الرئة المهنية الناجم عن استنشاق غبار السيليكا البلوري، ويتميز بالتهاب وتندب على شكل آفات عقدية في الفصوص العلوية للرئتين. وهو نوع من تغبر الرئة ويعرف في المملكة المتحدة وشرق الولايات المتحدة باسم "الرئة السوداء".

## التأثيل
كلمة Pneumonoultramicroscopicsilicovolcanoconiosis هي أطول كلمة في اللغة الإنجليزية. وتُحلَّل إلى المقاطع التالية:
1. "Pneumono": سابقة بمعنى رِئَوِيّ. يعود أصل الإنجليزيَّة من اليونانية القديمة (πνεύμων, pneúmōn) والتي تعني الرئتين.
2. "ultra": من اللاتينية وتعني الفائق. ما بعد
3. "microscopic": من اليونانية القديمة، وتعني صغير المظهر، في إشارة إلى دقة الجسيمات
4. "silico": من اللاتينية، وتعني السيليكون
5. "volcano": من اللاتينية، في إشارة إلى بركان
6. "coni": من اليونانية القديمة وتعني الغبار
7. "osis": من اليونانية القديمة، وهي لاحقة للإشارة إلى حالةٍ طبية

ظهرت هذه الكلمة للمرة الأولى في الاجتماع اليومي لرابطة الألغاز الوطنية (NPL)، حيث اخترعها رئيس الرابطة إيفريت إم سميث. وظهرت الكلمة في عنوان مقال نشرته صحيفة نيويورك هيرالد تريبيون في 23 فبراير 1935، بعنوان "الألغاز تفتح الجلسة 103 هنا من خلال التعرف على كلمة مكونة من 45 حرفًا". على الرغم من أنه جرى تعريف الكلمة على أنها امتداد لمرض تغبر الرئة، إلا أنه لا يوجد دليل علمي على وجود مرض مماثل يتعلق بالتعرض لجزيئات السيليكا البركانية. استُخدمت الكلمة بعد ذلك في كتاب الألغاز "Bedside Manna" لفرانك سكالي، ثم قام أعضاء رابطة الألغاز بحملة لإدراج الكلمة في القواميس الرئيسية. هذه الكلمة المكونة من 45 حرفًا، والمشار إليها باسم "p45"، ظهرت لأول مرة في ملحق عام 1939 للطبعة الثانية من قاموس ميريام وبستر الدولي الجديد.
أي إشارات على شبكة الإنترنت إلى كلمة pneumonoultramicroscopicsilicovolcanoconiosis على أنها "مرض يحدث بسبب جسيمات حادة تُمزق بطانة الرئتين؛ فتسبب تسرب الهواء من رئتي المريض بينما ينزف في نفس الوقت إلى تجويف الرئة" تُعد إشارة غير دقيقة. حيث تستقر الجسيمات ذات الحجم القادر على دخول الرئة (قطرها أقل من 10 ميكرومتر) بلطف على بطانة الرئة ولا تؤدي إلى قطع السطح أو كشطه. وفقاً لتعريف قاموس أكسفورد الإنجليزي للكلمة، فهي: «كلمة متكلفة طويلة يقصد بها مرض رئة ناجم عن استنشاق رماد ناعم جداً ودقائق الرمال».